# Stazione Byrd
La stazione Byrd è una ex stazione di ricerca polare inaugurata nel gennaio 1957 in Antartide Occidentale dall'U.S. Navy nel corso dell'Operazione Deep Freeze II, in occasione dell'Anno geofisico internazionale.
La base era situata nel Rockfeller Plateau, circa 500 km all'interno della Costa di Bakutis nella Terra di Marie Byrd.
La base è stata intitolata all'esploratore polare statunitense Richard Evelyn Byrd. 

## Storia
Un convoglio di trattori dell'Esercito, Aviazione e Marina degli Stati Uniti partì dalla base Little America V alla fine del 1956 per costruire una nuova base di ricerca polare. Il convoglio, guidato dal maggiore dell'esercito Merle Dawson, compì una traversata di circa 1040 km attraverso un tratto inesplorato della Terra di Marie Byrd per aprire una nuova via verso una località già prescelta in precedenza.
La stazione consisteva di quattro edifici prefabbricati collegati da un sistema di tunnel e fu eretta in meno di un mese dai Seabees, il corpo dei genieri della Marina. La stazione entrò ufficialmente in funzione il 1 gennaio 1957.
La stazione originaria (Old Byrd) rimase in funzione circa quattro anni prima di cominciare a collassare per il peso della neve. Nel 1960 fu iniziata la costruzione di una seconda stazione sotterranea in una località a circa dieci chilometri di distanza, che fu inaugurata il 13 febbraio 1961 e rimase in funzione fino al 1972. Nella base si effettuavano studi di fisica dell'atmosfera, meteorologia, geofisica e glaciologia. La stazione venne chiusa in quanto la sua utilità fisica era diminuita e anche perché il peso della coltre nevosa soprastante rischiava di schiacciarla.
Dal febbraio 1972 la base fu riprogettata e traslata in superficie funzionando solo come stazione estiva con una capacità 8 persone (Byrd Surface Camp); anche questa fu abbandonata al termine della stagione estiva 2004-2005.